# Arthur Moeller van den Bruck
Arthur Moeller van den Bruck (Solingen, 23 aprile 1876 – Berlino, 30 maggio 1925) è stato uno storico e scrittore tedesco.

## Biografia
Si dedicò principalmente alla filosofia della storia. Dal 1904 al 1910 pubblicò l'opera enciclopedica Die Deutschen e nel 1914 si arruolò volontario nella prima guerra mondiale.
Fu conosciuto in Italia in quegli anni per la sua opera Die italienische Schönheit (La bellezza italiana) sull'arte italiana, del 1913, pubblicata dopo un viaggio nel paese. Pubblicò dal 1906 al 1922 la prima traduzione in tedesco di tutte le opere di Dostoevskij. Nel 1916 pubblicò il primo saggio in cui si ispira al nazionalismo tedesco Der preußische Stil (Lo stile prussiano).
La sua opera più nota è Das Dritte Reich (il Terzo Reich) del 1923, di forte critica al liberalismo, con il quale viene considerato uno dei principali esponenti della rivoluzione conservatrice tedesca. L'opera è inoltre profondamente ispirata all'esempio del fascismo italiano (il "nazionalsocialismo italiano") per l'idea di "sottomissione del radicalismo economico mediante l'azione di un regime armato" e si definisce la necessità per la Germania post-bellica di un "Terzo Reich" inteso non solo in senso storico-politico come successore del l'Impero tedesco ma anche come sintesi di conservatorismo e socialismo. Nonostante il proprio nazionalismo e la propria opposizione a marxismo, liberalismo, capitalismo e parlamentarismo, Moeller van den Bruck fu un precoce critico di Adolf Hitler (di cui rifiutò la proposta di collaborare col suo movimento) accusandolo di "primitivismo proletario" e di incapacità di fornire una base intellettuale al suo nazionalsocialismo nonostante l'influenza che l'opera ebbe sul futuro Fuhrer e sul suo partito che adottarono molti termini e tematiche dall'opera, in primis quello, appunto, di Terzo Reich, pur prendendone gradualmente le distanze nel corso degli anni. 
Alla viglia della pubblicazione dell'opera, Van den Bruck inserì una prefazione in cui prendeva preventivamente le distanze da qualunque conseguenza politica l'opera potesse generare: "Il Terzo Reich non è che un'idea filosofica e non per questo mondo, ma per il prossimo. La Germania potrebbe benissimo perire sognando il Terzo Reich". Per perseguire questa idea filosofica, riteneva che la Germania avrebbe avuto bisogno di un superuomo del tipo descritto da Nietzsche, ma che questo individuo non fosse Adolf Hitler né nessun altro vivente. 
Nello stesso periodo di scrittura di Das Dritte Reich soffrì di sifilide nervosa che gli provocò frequenti periodi di incoscienza e paralisi, oltre che l'emergere di allucinazioni, il fatto venne aggravato ulteriormente dalla morte repentina di suo figlio Peter Wolfgang per una polmonite, venendo per un periodo rinchiuso nel manicomio di Grunewald sulla Luzener-Strasse. 
Morì suicida a Berlino nel 1925 a 49 anni per un colpo di pistola alla tempia.

## Opere
- Die Deutschen (I Tedeschi), 1904-1910
- Das Nordlicht (Luci del Nord: poema epico), con Theodor Däubler, 1910
- Die italienische Schönheit (La bellezza italiana), 1913
- Der preußische Stil (Lo stile prussiano), 1916
- Das Recht der jüngen Völker (Il diritto dei popoli giovani), 1919
- Das Dritte Reich (Il Terzo Reich), 1923